# 이적 시장
이적 시장 또는 트랜스퍼 마켓(transfer market)은 축구 선수들이 클럽으로 이적할 수 있는 기회를 제공하는 장이다.
이적 시장은 이적 가능한 선수들의 명단과 클럽들이 이 선수들을 매매하기 위해 경쟁하면서 이동하는 자금으로 구성된다. 예를 들어, 클럽은 "이적 시장에 쓸 돈이 있다"고 표현될 수도 있고, 주식시장과 유사한 방식으로 표현될 수도 있다. 유럽 이적 시장은 시즌 종료부터 8월 31일까지, 그리고 한겨울의 짧은 기간 동안 '이적 시장'이라는 이름으로 열린다. 이적 시장 기간 동안 클럽들은 부상으로 어려움을 겪는 선수들을 대체하거나, 토너먼트 진출을 위한 준비 또는 강등권과의 싸움을 예상하여 선수단을 강화한다.

## 이적 명단
선수가 "이적 명단"에 오르면 해당 선수를 소유한 클럽이 선수의 영입 가능성을 표시한 것이다. 다른 클럽들은 해당 클럽에 접근하여 선수 영입을 시도할 수 있다. 클럽들은 다른 클럽에 접근하여 선수 영입을 요청할 수 있지만, '이적 명단'에 있는 선수는 클럽이 선수를 팔 의향이 있기 때문에 더 합리적인 가격에 영입할 수 있다는 것을 알고 있다.
프로 축구 선수 협회(PFA)는 이전에 잉글랜드에 거주했던 회원들을 위해 비공식 이적 명단을 운영하는데, 이는 클럽에서 방출되거나 '이적 명단'에 오른 후 일자리를 찾을 수 있도록 돕기 위한 것이다. 하위 리그 클럽들의 재정적 압박으로 인해 PFA 회원들의 실직이 증가했다.

## 이적 요청
선수는 계약 만료 전에 소속팀을 떠나기 위해 "이적 요청"을 할 수 있다. 이 경우, 선수는 공개적으로 이적 의사를 밝히고 다른 구단들이 자신에게 제안을 하도록 유도하는 것이다. 이적 요청은 공개적인 성격을 가지고 있기 때문에, 선수들은 계약 협상에 대한 불만이나 감독과의 개인적인 갈등 등 불만을 표출하는 데 자주 이용된다. 불만의 원인이 해결되면 선수는 이적 요청을 철회할 수 있다. 또한 구단은 이적 요청을 거부할 수 있으며, 이는 사실상 해당 선수에 대한 모든 제안을 거부하겠다는 의사를 표명하는 것이다.
보스만 소송 이후, 선수들은 계약 만료 시 이적료를 지불하지 않고도 구단을 떠날 수 있게 되었다. 이로 인해 이적 요청 거부의 효과가 약화되었다. 구단들은 선수를 내보내고 싶지 않더라도, 돈을 회수하기 위해 선수를 매각하는 경향이 더 강해졌다.
일부 선수들은 계약서에 바이아웃 조항을 포함하고 있으며, 해당 조항에 명시된 금액을 지불하면 구단을 떠날 수 있다. 이러한 유형의 조항은 스페인과 같은 일부 국가에서는 필수이다. 이 조항을 사용하면 이체 요청이 불필요해진다.